# 新徳寺 (京都市)
新徳寺（しんとくじ）は、京都府京都市中京区壬生賀陽御所町にある臨済宗永源寺派の寺院。山号は鳳翔山。

## 歴史
元文4年（1739年）、白隠禅師の高弟である東嶺円慈と親交の深かった、永源寺百十三世天巌文聡氏和尚の開山で、大智寺の末寺の寺号を譲り受け、摂津の瑞岩山、当地の北隣の万年寺など四寺を併合して「鳳翔山新徳寺」として建立された。
天巌文聡はかねて親交のあった摂政一条道香より旧殿と重門を賜り、御所から移築して旧殿を本堂とした。しかし、江戸時代後期の天明の大火により焼失した。

## 新選組と新徳寺
新徳寺は、江戸時代末期（幕末）で活躍した新選組にまつわる最初の舞台となった場所としても知られる。
上洛した新選組の前身浪士組のリーダー清河八郎が浪士たちを集めて、大演説をしたのが新徳寺の本堂である。「尊王攘夷をやる」と清河らは江戸に引返したのであったが、八木邸を宿舎としていた近藤勇のグループが「我々の役目は幕府権力の維持だ」として、清河が率いる浪士組を脱退して京都に残ったのである。これが新選組の誕生である。

## 屋根葺地蔵
鎌倉か室町時代のころ、ある老女の家が大風で壊れた。そこへ若い法師がやって来て、魔法のように綺麗に屋根を直した。その法師こそ当寺の地蔵菩薩だったことがわかり、以来「屋根葺地蔵」と呼んで深く信仰するようになったという。

## 近隣
- 壬生寺
- 八木邸
- 鶴屋、鶴寿庵
- 元祇園梛神社・隼神社